# 庫希 (庫安多古班哥省)
14°39′0″S 16°54′0″E / 14.65000°S 16.90000°E
庫希（葡萄牙語：Cuchi），是安哥拉的城鎮，位於該國東南部，由庫安多古班哥省負責管轄，處於梅農蓋以西81公里，面積10,621平方公里，2011年人口63,000，人口密度每平方公里6人。